# Gorazd Štangelj
Gorazd Štangelj (nascido em 27 de janeiro de 1973) é um ex-ciclista esloveno, profissional de 1997 a 2011.
Por Eslovênia, Štangelj competiu na prova individual e por equipes do ciclismo de estrada nos Jogos Olímpicos de 2004, disputadas na cidade de Atenas, Grécia.

## Palmarés
1998
1º, 2ª etapa & Na geral, Grande Prêmio de Kranj
1º, Superprestige Gars
1º, 5ª etapa, Volta a Baixa Saxônia
1º, 2ª etapa, Solidarity Tour
1999
1º, Na geral, Commonwealth Bank Classic
2000
  Campeão em corrida de estrada (desclassificado por drogas)
1º, Trofeo Melinda
1º, 5ª etapa, Midi Libre
1º, 2ª etapa, Tour da Áustria
2001
1º, Giro de Toscana
2003
1º, Medvod, Critirium
2007
1º, 1ª etapa, Volta à Polónia (Contrarrelógio por equipes)
2008
1º, 1ª etapa, Volta a Espanha (Contrarrelógio por equipes)
2010
 Campeão de corrida em estrada
92º Giro d'Italia